# Serrat del Gordi
El Serrat del Gordi és un serrat del terme municipal de Monistrol de Calders, a la comarca del Moianès.
És, de fet, un contrafort oriental de l'extrem sud de la Serra de les Abrines; des de Monistrol de Calders es veu com un turó prominent de les Abrines.